# Jacquelien de Savornin Lohman
Jkvr. Jacqueline (Jacquelien) de Savornin Lohman (Buitenzorg (Batavia), 21 augustus 1933 – Amsterdam, 24 november 2018) was een Nederlands hoogleraar, senator en cabaretière.

## Biografie
Lohman is lid van de familie Lohman en een dochter van jhr. mr. Alexander Frederik de Savornin Lohman (1894-1944) en Margaretha Verwey (1901-1989), zus van de kunstschilder Kees Verwey. Haar grootvader was prof. jhr. mr. Witius Hendrik de Savornin Lohman (1864-1932), hoogleraar rechten en president van de Hoge Raad der Nederlanden. Haar vader was referendaris bij het departement van Economische Zaken te Batavia, werd tijdens de Tweede Wereldoorlog geïnterneerd en overleed in het interneringskamp Pakan Baroe, na gewerkt te hebben aan de Pakanbaroe-spoorweg. Ook Lohman zelf was gedurende de oorlog, met haar moeder, geïnterneerd. Ze studeerde af in Nederlands recht aan de Universiteit Leiden in 1958. Van 1960 tot 1972 was zij advocaat en procureur waarna ze als hoofdmedewerker juridische faculteit bij haar alma mater in dienst trad. Zij promoveerde in 1975. In 1976 werd zij stafmedewerker bij het Sociaal en Cultureel Planbureau totdat zij in 1982 hoogleraar andragogie aan de Universiteit van Amsterdam werd. Van 1992 tot 1996 was haar leeropdracht pedagogische en onderwijskundige wetenschappen, in het bijzonder de relatie tussen de gedwongen en vrijwillige hulpverlening; in 1996 ging zij met emeritaat.
In de jaren 1991 tot 1995 was Lohman lid van de Eerste Kamer der Staten-Generaal voor D66 waar zij het woord voerde inzake hoger onderwijs, volksgezondheid en wetenschapsbeleid; zij was daar tevens plaatsvervangend voorzitter van de vaste commissie voor Wetenschapsbeleid en Wetenschappelijk Onderwijs. (Al in 1967 had zij op een overigens onverkiesbare plaats gestaan voor de Tweede Kamer voor die mede door haar opgerichte partij.)
Lohman bekleedde verschillende nevenfuncties, waaronder lid van de Commissie Herziening Decoratiestelsel (1981-1984), voorzitter van de Stimuleringsgroep Emancipatie Onderzoek (1985-1991), voorzitter van Voices (vereniging voor Ondersteuning initiatieven actualiteit en samenleving) te Amsterdam en voorzitter van de landelijke ondersteuningsstructuur vrouwenhulpverlening te Utrecht (vanaf 1991). Daarnaast hield zij zich (met anderen) bezig met de evaluatie van verschillende wetten.
Sinds circa 2003 trad zij op als cabaretière. Zij publiceerde cabaretteksten in 2014 in haar boekje Doen moet je doen! Levenslust op leeftijd.

### Privé
De Savornin Lohman was gehuwd met drs. Rob Soetenhorst (1933-2012), hoofdredacteur van de Haagsche Courant en adjunct-hoofdredacteur van NRC-Handelsblad waar zijzelf ook geregeld in publiceerde. Uit dit door echtscheiding ontbonden huwelijk heeft zij drie kinderen, onder wie journalist Bas Soetenhorst. Door het huwelijk van haar zus is prof. dr. Petrus Johannes Idenburg (1942) haar zwager.

## Bibliografie

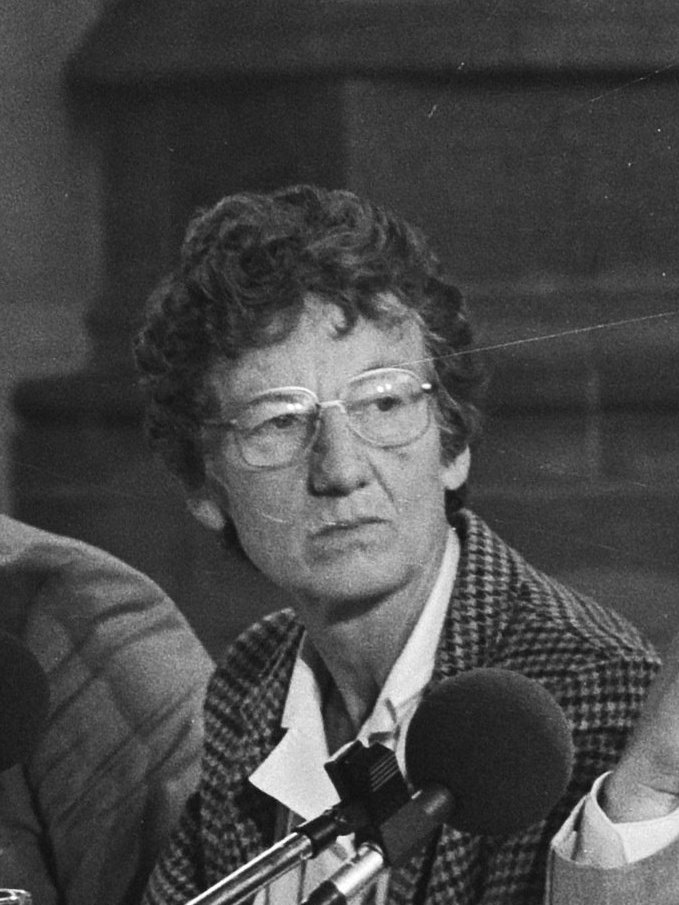
De Savornin Lohman (1985)